# هيرمان نيكيما
سومجوجما هيرمان نيكيما (من مواليد 30 نوفمبر 1988) هو لاعب كرة قدم محترف في بوركينا فاسو يلعب كظهير أيسر لنادي ساليتاس ومنتخب بوركينا فاسو.